# Reckange-sur-Mess
Reckange-sur-Mess é uma comuna do Luxemburgo, pertence ao distrito de Luxemburgo e ao cantão de Esch-sur-Alzette.

## Demografia
Dados do censo de 15 de fevereiro de 2001:
- população total: 1.700
  - homens: 857
  - mulheres: 843

- densidade: 83,25 hab./km²

- distribuição por nacionalidade:

| Nacionalidade  | População | %      |
| -------------- | --------- | ------ |
| luxemburgueses | 1.397     | 82,18% |
| estrangeiros   | 303       | 17,82% |
| - portugueses  | 55        | 3,24%  |
| - franceses    | 61        | 3,59%  |
| - italianos    | 42        | 2,47%  |
| - belgas       | 37        | 2,18%  |
| - alemães      | 41        | 2,41%  |
| - iuguslavos   |           | 0,00%  |
| - outros       | 67        | 3,94%  |

- Crescimento populacional:

| Ano        | População |
| ---------- | --------- |
| 15/02/2001 | 1.700     |
| 01/01/2002 | 1.718     |
| 01/01/2003 | 1.763     |
| 01/01/2004 | 1.838     |
| 01/01/2005 | 1.908     |